# Generali Ladies Linz 2008 - Doppio
Il doppio del Generali Ladies Linz 2008 è stato un torneo di tennis facente parte del WTA Tour 2008.
Cara Black e Liezel Huber erano le detentrici del titolo, ma Katarina Srebotnik e Ai Sugiyama le hanno battuto in finale 6–4, 7–5.

## Teste di serie
1. Cara Black /  Liezel Huber (finale)
2. Katarina Srebotnik /  Ai Sugiyama (campionesse)

1. Květa Peschke /  Rennae Stubbs (semifinali)
2. Al'ona Bondarenko /  Kateryna Bondarenko (primo turno)

## Tabellone

### Legenda
| - Q = Qualificato - WC = Wild card - LL = Lucky loser | - ALT = Alternate - SE = Special Exempt - PR = Protected Ranking | - w/o = Walkover - r = Ritirato - d = Squalificato |